# Dexia cuthbertsoni
Dexia cuthbertsoni är en tvåvingeart som först beskrevs av Charles Howard Curran 1941.  Dexia cuthbertsoni ingår i släktet Dexia och familjen parasitflugor. Inga underarter finns listade i Catalogue of Life.